# 藪塚町

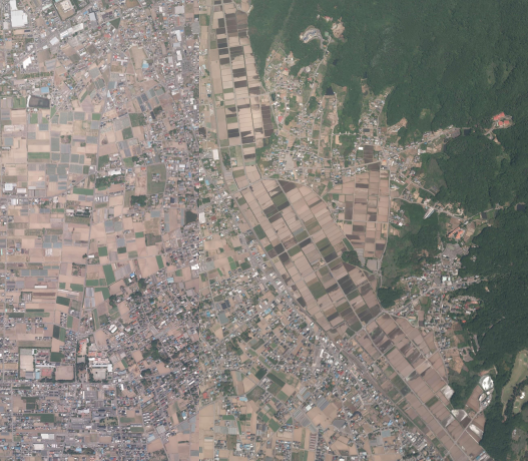
(2010年撮影)

藪塚町（やぶづかちょう）は、群馬県太田市の旧藪塚本町域内にある地名（町丁）。郵便番号は379-2301。

## 概要
以前は、藪塚本町の町丁であったが、その後、太田市と合併し現在の形になった。

## 地理

### 藪塚町内の区
藪塚町（藪塚東部地区）の行政区の一覧。
| 地区         | 行政区   | 読み           | 区域                   |
| ------------ | -------- | -------------- | ---------------------- |
| 藪塚東部地区 | 寺下     | てらした       | 藪塚町、大原町の各一部 |
| 藪塚東部地区 | 杉塚一区 | すぎづかいっく | 藪塚町、大原町の各一部 |
| 藪塚東部地区 | 杉塚二区 | すぎづかにく   | 藪塚町、大原町の各一部 |
| 藪塚東部地区 | 中原     | なかはら       | 藪塚町、大原町の各一部 |
| 藪塚東部地区 | 台       | だい           | 藪塚町の一部           |
| 藪塚東部地区 | 滝之入   | たきのいり     | 藪塚町の一部           |
| 藪塚東部地区 | 湯之入   | ゆのいり       | 藪塚町の一部           |
| 藪塚東部地区 | 三島     | みしま         | 藪塚町の一部           |
| 藪塚東部地区 | 西野     | にしの         | 藪塚町、寄合町の各一部 |

### 近隣町丁
- 大原町

## 世帯数と人口
2020年（令和2年）9月30日現在の世帯数と人口は以下の通りである。
| 町丁   | 世帯数    | 人口    |
| ------ | --------- | ------- |
| 藪塚町 | 2,608世帯 | 6,407人 |

## 小・中学校の学区
市立小・中学校に通う場合、学区は以下の通りとなる。
| 番地                                                           | 小学校                   | 中学校                 |
| -------------------------------------------------------------- | ------------------------ | ---------------------- |
| 寺下、杉塚一区、杉塚二区、台、中原、滝之入、湯之入、三島、西野 | 太田市立藪塚本町小学校   | 太田市立藪塚本町中学校 |
| 百石、新星                                                     | 太田市立藪塚本町南小学校 | 太田市立藪塚本町中学校 |

## 交通

### 鉄道
- 東武桐生線・藪塚駅

### バス
- おおたんバス・西バス系統

### 道路
群馬県道78号太田大間々線、群馬県道294号国定藪塚線、群馬県道332号桐生新田木崎線が通過。

## 施設

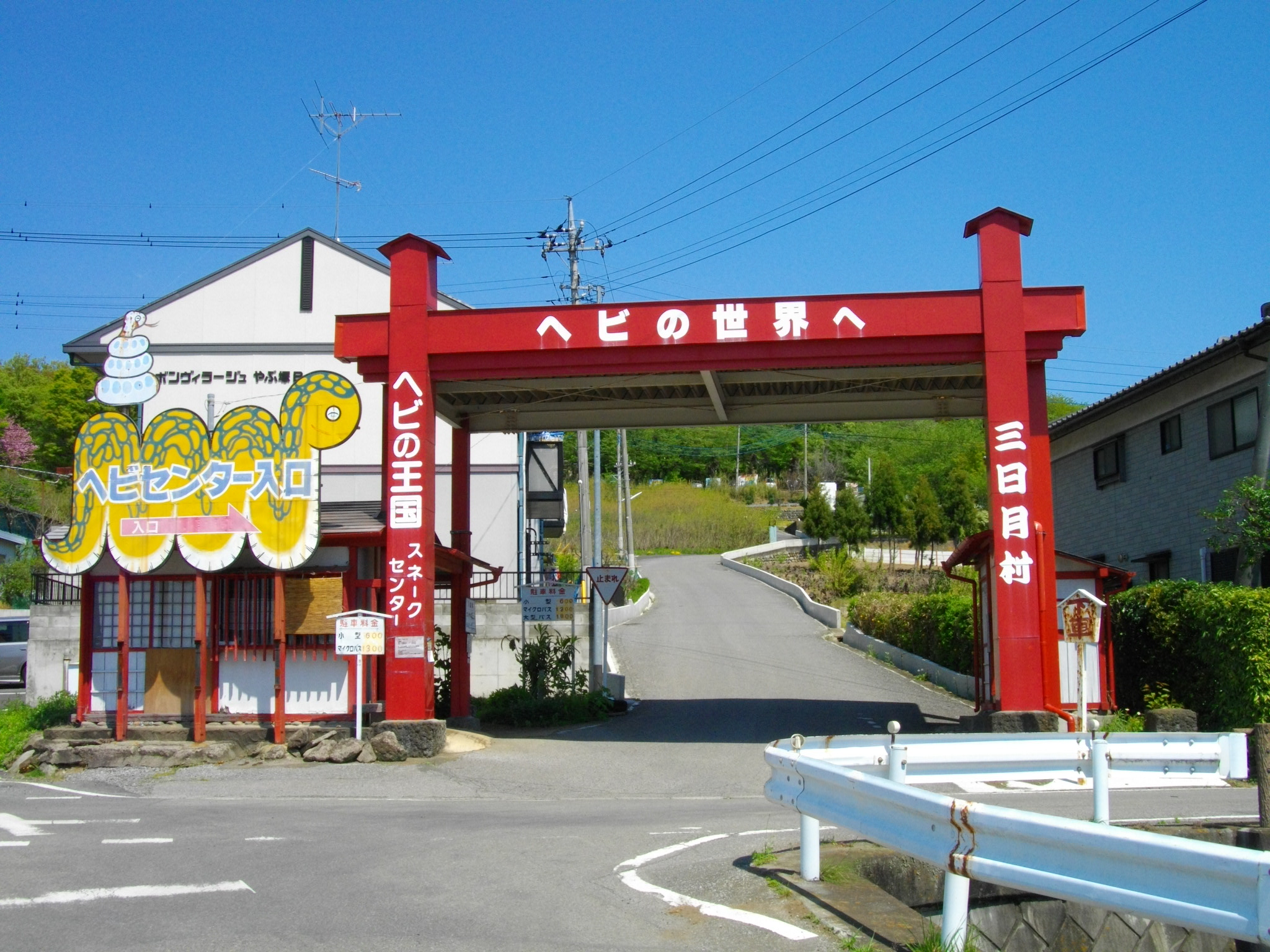
ジャパンスネークセンター・三日月村入口

- ジャパンスネークセンター
- 三日月村
- 東毛青少年自然の家
- 太田市 藪塚本町歴史民俗資料館
- 藪塚駅前郵便局